# Amsacta fuscosa
Amsacta fuscosa är en fjärilsart som beskrevs av Max Bartel 1903. Amsacta fuscosa ingår i släktet Amsacta och familjen björnspinnare. Inga underarter finns listade i Catalogue of Life.